# George Arthur Elliott
George Arthur Elliott (Montreal, 30 de janeiro de 1945) é um matemático canadense.
Foi palestrante do Congresso Internacional de Matemáticos em Zurique, em 1994.